# Spergula fallax
Spergula fallax är en nejlikväxtart som först beskrevs av Richard Thomas. Lowe, och fick sitt nu gällande namn av Ernst Hans Ludwig Krause. Spergula fallax ingår i släktet spärglar, och familjen nejlikväxter. Inga underarter finns listade i Catalogue of Life.